# 奈良市立神功小学校
奈良市立神功小学校（ならしりつ じんぐうしょうがっこう）は、奈良県奈良市神功二丁目に存在した公立小学校。

## 沿革
- 1980年 - 開校[1]。
- 2022年3月 - 閉校[2]。右京小学校と統合され平城西中学校の敷地に施設一体型小中一貫校として2022年4月に開校した奈良市立ならやま小中学校に引き継がれる[1]。

## 通学区域
- 神功一丁目、神功二丁目、神功三丁目、神功四丁目、神功五丁目、神功六丁目[3]

※卒業後は基本的に奈良市立平城西中学校に進学する。